# NGC 7520
NGC 7520 est une vaste galaxie spirale relativement éloignée et située dans la constellation du Verseau. Elle a été découverte par l'astronome allemand Wilhelm Tempel en 1864, mais a d'abord été inscrite dans l'Index Catalogue sous la désignation IC 5290. Ce n'est que plus tard que Louis Dreyer l'a inscrite sous la désignation NGC 7520 au New General Catalogue. C'est sans doute ce qui explique la raison pour laquelle la requête NGC 7520 dans la base de données Simbad donne comme résultat : « Identifier not found in the database : NGC 7520 ».
La vitesse de NGC 7520 par rapport au fond diffus cosmologique est inconnue de la base de données NASA/IPAC, de même que sa distance et ses dimensions.
Selon la base de données Simbad, NGC 7590 est une candidate au titre de  galaxie à noyau actif.